# 艾德·伯顿
艾德·伯顿（英語：Edward Burton，1939年8月13日—2012年5月28日），为美国NBA联盟的职业篮球运动员。